# Marius Stankevičius
Marius Stankevičius (Kaunas, 1981. július 15. –) litván válogatott labdarúgó, a Crema 1908 játékosa. Padániát képviselve részt vett a 2018-as ConIFA labdarúgó-világbajnokságon.

## Sikerei, díjai
- Ekranas
  - Litván kupa: 1998, 2000
  - Litván szuperkupa: 2000

- Sevilla
  - Spanyol kupa: 2009–10

- SS Lazio
  - Olasz kupa: 2012–13